# Mesa/Boogie
Mesa/Boogie (también conocida como Mesa Engineering) es una compañía en Petaluma, California que manufactura amplificadores para guitarras y bajos. Ha estado en operación desde 1969.
MESA se inició por Randall Smith como un pequeño servicio de reparación, en el que modificó combos de amplificadores Fender. Las modificaciones de Smith le dieron a los pequeños amplificadores mucha más ganancia de entrada, haciéndolos más fuertes, así como creando un tono armónicamente rico de guitarra, único (por el momento) en sonido y distorsión. Entre los primeros usuarios se incluye a Carlos Santana, y Keith Richards de The Rolling Stones.

## Historia
Randall Smith, el creador de Mesa/Boogie, inició su carrera como cofundador de Prune Music, un supermercado chino que luego se convirtió en una tienda musical ubicada en Mill Valley, CA. trabajando como un técnico reparador mientras su socio y amigo, David Kessner, estaba al frente, Smith rápidamente ganó reputación con los músicos locales del Área de la Bahía de San Francisco. Esta reputación trajo a su negocio bandas entre las que se incluye a Grateful Dead, Big Brother and the Holding Company, y Carlos Santana.
En 1969, Smith, por capricho, modificó un amplificador Fender Princeton de Barry Melton. El removió la bocina de 10 pulgadas y modificó el chasis para sostener transformadores más grandes y pesados que se necesitaron para las 4x10 (cuatro bocinas de 10") del Fender Bassman, el circuito que él había agregado dentro del pequeño Princeton de 12 vatios. Finalmente, montando una JBL D-120 de 12 pulgadas, una bocina popular del momento, Smith hubo creado lo que sería el primer Boogie. 
Necesitando probar su creación, Smith tocó el Princeton "hot-rodded" frente a la tienda, en donde Carlos Santana estaba presente. Santana "se quejó por ese pequeño amplificador hasta que la gente se reunió en la acera". Impresionado, Santana exclamó a Smith, "Man, that little thing really boogies!" (Hombre, esa pequeña cosa de verdad estremece). A partir de acá se le dio el nombre Boogie a su obra.
El nombre MESA vino por el otro trabajo de Smith, reconstruía motores Mercedes y reparaba casas. El necesitaba un nombre 'oficial' que sonara familiar, a través del cual se comprara piezas de Mercedes y materiales de construcción; entonces eligió MESA Engineering. Originalmente se escribía con letras mayúsculas pero desde años recientes se ha escrito como Mesa.
En 1971, el bajista Patrick Burke le sugirió a Randall que se encargara un amp. modificado para bajo. Smith fue persuadido y construyó el Snakeskin Mesa 450, El primer amplificador para bajo y el primer producto oficial de Mesa/Boogie.[cita requerida]
El verdadero avance comenzó cuando Smith inició un proyecto de construcción de un preamplificador para Lee Michaels que exitara a sus nuevos amplificadores de poder Crown DC-300. No sabiendo que señal era requerida para excitar los amplificadores de poder, Smith agregó una etapa extra de ganancia de tubos al vacío al preamplificador, con tres controles variables de ganancia en diferentes puntos del circuito. A partir de entonces, con esta etapa extra de ganancia, Smith había creado el primer amplificador de alta ganancia. El estableció el diseño del amplificador de guitarra a partir del nuevo principio, y en 1972 se publicó el Mark I.
El produjo un número de variantes modificadas en el Mark I entre los finales de los 1970s, con opciones como reverberancia, EQ, varias bocinas (entre las más frecuentes Altec o Electro-Voice), gabinetes ensamblados de madera koa, y parrilla de mimbre. El Mark II se publicó en 1978. 
En los 1980s, Mesa continuó produciendo amplificadores combos y cabezales, y comenzó la producción de estantes de poder y preamplificadores, desarrollando amplificadores de poder como el M180/190 y las series Strategy, como también preamplificadores como el Quad y el Studio. Otros modelos se desarrollaron en los 1980s incluyendo al Mark III, el Hijo de Boogie, y el Studio .22.
En los 1990s, Mesa lanzó las pequeñas series Dual Caliber y las series más poderosas Rectifier. 
La producción de modelos nuevos ha continuado en los 2000s, con modelos como el Road King II, el Lone Star y el Lone Star Special, también el Stiletto y líneas Express.

## Productos

### Mesa Boogie Mark Series

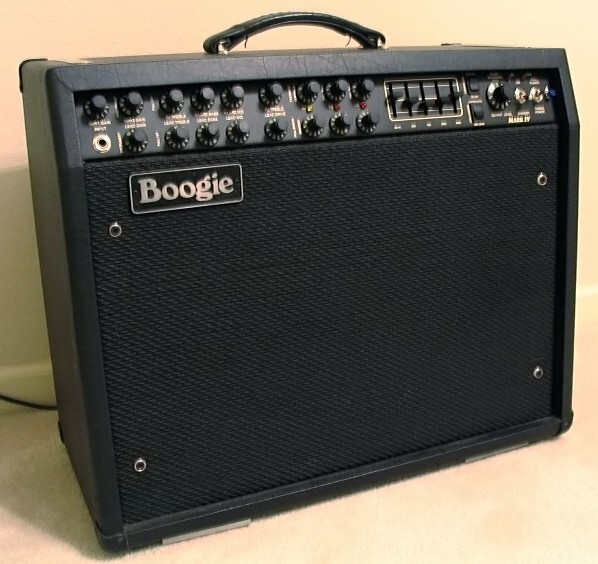
Mesa Boogie Mark IV

Las series Mark Series de los amplificadores de Mesa fueron el producto insignia hasta la introducción de las series Rectifier series. Se introdujo en 1971 y aún se continúa produciendo hasta el día de hoy. El modelo más reciente es el Mark V. 
Se introdujo la etapa Simul-Class en el amplificador de poder en el Mark II-B, que combinó tubos que trabajaban en clase A y clase AB por medio del mismo transformador de salida. El sistema Simul-Class ha sido importante en los amplificadores Mark Series hasta entonces, como también el ecualizador gráfico de 5 bandas, ambos exclusivos de la línea hasta la introducción de Electra Dyne, y amplificadores de poder selectos. 

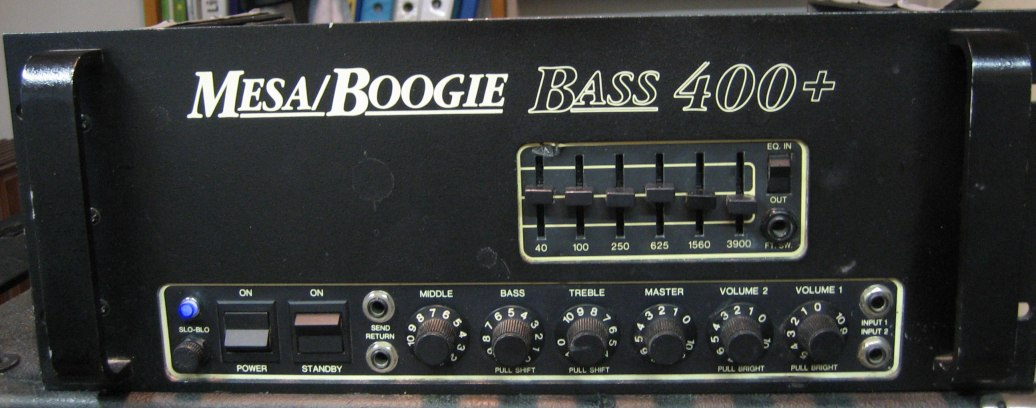
Mesa Boogie Bass 400+

### Series Rectifier
Las series Rectifier son la insignia de la línea de Mesa. 
Comenzó con las series de amplificadores Dual Rectifier (Doble Rectificador), en las que se incluye el Solo, el Heartbreaker, el Maverick, y el Blue Angel*. Todos los amplificadores en las series, excepto el Blue Angel tenían dos formas de rectificación eléctrica (conversión del poder de AC a DC): de diodos de Silicio y uno o más diodos de tubos al vacío que los usuarios podrían seleccionar por medio de un selector ubicado en el panel trasero del amplificador (por eso el nombre de "Dual Rectifier").
Mientras el Heartbreaker y el Maverick usan solo un tubo rectificador 5AR4, el Solo emplea dos tubos 5U4G. Su distinción engendró idea errónea que el nombre Dual Rectifier (rectificador doble) se derivó de este amplificador; la popularidad del Solo únicamente indujo la idea errónea. En el futuro se diseñó lo que contradijera y confundiera el homónimo de la línea.
* El Blue Angel se diseñó con únicamente un tubo al vacío como rectificador pero retuvo la designación Dual Rectifier.
En un corto plazo, Randall Smith detuvo la producción del otro amplificador Dual Rectifier y se concentró en producir diferentes configuraciones al Solo, que se convirtió en el Dual Rectifier.

#### Dual Rectifier (Doble rectificador)
El Solo, con su estructura de ganancia visceral estética y agresiva, pronto se convirtió en el modelo más popular de las series de Doble Rectificador. El circuito preamplificador de ganancia en cascada es principalmente tomada del diseñador de amplificadores de alta ganancia Mike Soldano y su Amplificador Super Lead Overdrive 100 (SLO 100). Equipado con cinco tubos amplificadores 12AX7 y un cuarteto de tubos de poder 6L6, el Solo produce 70-100 watts, dependiendo de las opciones selectas para el poder. Posee un interruptor de selección estándar que permite al usuario seleccionar entre los tubos de poder EL34 y 6L6 sin repolarización. Originalmente se diseñó con dos canales (aunque no ciertamente en circuitos de canales en paralelo), más tarde el amp. se mejoró a tres canales.
El Doble Rectificador más antiguo era un Mark IV grandemente modificado, o al menos, estaba ajustado en un chasis Mark IV durante la fase de prototipo. Esta fue uno de lo que se conocería como los amplificadores elusivos de Revisión A/B. Estos solo se verían en producción limitada como prototipos, y nunca serían vendidos al público.
La Revisión C era la primera en ser vendida. Su característica consistió en dos canales independientes: Orange (naranja), o "Vintage" (vendimia), y Red (rojo) o "Modern" (moderno). Si el músico lo deseaba, podría seleccionar el canal naranja por el panel trasero roquero al canal clean (limpio), también podría seleccionar el canal rojo por mucho en la misma manera a "vintage" (vendimia). Las revisiones se produjeron después de la Rev F.

#### Road King
Mesa Boogie entonces produjo su mayor característica, una opción - iteración cargada - del diseño original del Solo: el Road King. Su característica es que posee cuatro canales, cada uno con dos diferentes salidas de bocina, dos bucles de efectos, y conexión progresiva, que incluye cinco diferentes configuraciones de tubos de poder (dos 6L6, dos EL34, dos 6L6 más dos EL34, cuatro 6L6, cuatro 6L6 más dos EL34), indicado por diferentes luces Led en el frente del amplificador. El amplificador también incluye Rectro tracking, (rectorastreo), que automáticamente selecciona la rectificación apropiada (único o doble 5U4s o diodos de silicon) dependiendo de la configuración de los tubos de poder. Incluso después de la introducción del Mark V, que presenta varias diferentes características del Road King, las series Road King Series II aún continúan siendo el amplificador más versálil (a primera vista complejo).

#### Roadster
En respuesta a las quejas de algunos sobre lo complejo del Road King, se introdujo el Dual Rectifier Roadster. Una versión inferior y menos cara del Road king que tenía unas cuantas opciones para el amplificador de poder y bocinas, mientras retenía cuatro canales independientes. 

#### Mini Rectifier Twenty-Five
En respuesta a la creciente demanda de amplificadores portátiles de bajo vatiaje, En el año 2011 se introdujo el Mini Rectifier Twenty-Five. Está construido de manera similar a las series Transatlantic Series, con un escudo externo de aluminum al contrario de la cubierta tradicional de vinyl cubierta de madera de los amplificadores más grandes de Mesa.